# Коврига (Курганская область)
Коврига — село в Шадринском районе Курганской области. Административный центр Коврижского сельсовета.

## История
До 1917 года в составе Красномыльской волости Шадринского уезда Пермской губернии. По данным на 1926 год деревня Коврига состояла из 350 хозяйств. В административном отношении являлась центром Коврижского сельсовета Шадринского района Шадринского округа Уральской области.

## Население
| 1989 | 2002 | 2010 |
| ---- | ---- | ---- |
| 665  | ↘588 | ↘482 |

По данным переписи 1926 года в деревне проживало 1563 человека (699 мужчин и 864 женщины), в том числе: русские составляли 100 % населения.
Согласно результатам Всероссийской переписи населения 2002 года, в национальной структуре населения русские составляли 96 %.